# Abderramán IV
Abd ar-Rahman ben Muhammad  (en árabe: عبد الرحمن بن محمد) (* Córdoba, ¿? – Guadix, 1018), también conocido como Abderramán IV. Séptimo califa del Califato de Córdoba, sexto perteneciente a la dinastía omeya, en 1018.
Era hijo de Muhammad, a su vez hijo de Abd al-Malik, uno de los hijos de Abd al-Rahman III. Por tanto, era bisnieto del célebre primer califa.
Al iniciarse las luchas por el poder en tiempos del califa Hisham II, se retiró de la corte cordobesa. Estando refugiado en Valencia, donde se encontraba al acceder al trono el hammudí Alí ben Hamud al-Nasir, en 1018 fue convencido por los partidarios de la familia de los omeyas para presentarlo como pretendiente legítimo al califato.
Al frente de un poderoso ejército, cuando Abderramán se disponía a marchar contra Córdoba, tras haber conquistado Jaén (marzo), conoció la noticia de que Alí ben Hamud había sido asesinado y que sus partidarios habían reclamado al hermano de este, que ejercía de gobernador de Sevilla, para que ocupara el trono vacante. Los seguidores de los omeyas reaccionaron, proclamando a Abderramán como califa (29 de abril de 1018), que adoptó el título de al-Murtada (El que goza de la satisfacción divina).
Abderramán no resultó ser, sin embargo, el gobernante manejable que sus patrocinadores habían creído. Así, aprovechando el ataque que las tropas omeyas realizaban contra Guadix, fue traicionado, y tras ser derrotado en el campo de batalla, asesinado.